# Eolophus
Eolophus is een geslacht van kaketoes (Cacatuidae). Het geslacht telt één soort.

## Soorten
- Eolophus roseicapilla – Roze kaketoe